# Elaeagnus geniculata
Elaeagnus geniculata — вид квіткових рослин з родини маслинкових (Elaeagnaceae). Ендемік Гуансі, Китай.

## Середовище
Населяє скелясті пагорби.

## Біоморфологічна характеристика
Це вічнозелений плетистий кущ. Колючки відсутні; молоді гілки зі щільними червонуватими лусками, пізніше луски стають коричневими. Ніжка листка коричнева, 3–7 мм; листкова пластинка знизу зеленувато-сіра, зверху висохла темно-зелена, яйцеподібна, рідко вузько яйцеподібна або яйцеподібно-еліптична, (1)3–6 × (0.5)1.4–3 см, знизу густо луската, зверху спочатку густо луската, середня жилка ± плоска або злегка вдавлена, бічні жилки 5–8 з кожного боку середньої жилки, непомітні, основа тупа, край цільний, верхівка гостра. Квіти поодинокі, часто згруповані субапікально на бічних пагонах. Квітки сірувато-коричневі, зовні зі щільними сірувато-білими та рідкісними коричневими лусками. Квітконіжка 3–5 мм. Трубка чашечки дзвонова, 4-гранна, (3)4 мм, 2–2.5 мм у діаметрі біля гирла; частки широко яйцеподібно-трикутні, 3.5–4 × ≈ 3 мм, всередині густо коричнево-лускаті та рідко біловолосі, верхівка гостра. Цвітіння: лютий.